# Hilary Putnam
Hilary Putnam (ur. 31 lipca 1926 w Chicago, zm. 13 marca 2016 w Arlington) – amerykański filozof analityczny, zajmujący się m.in. epistemologią, filozofią nauki, umysłu i języka; przedstawiciel pragmatyzmu, realizmu oraz funkcjonalizmu. Autor eksperymentu myślowego znanego jako mózg w naczyniu.
Wkład Putnama do filozofii analitycznej był bardzo różnorodny, począwszy od teorii znaczenia, która uzależnia sens wyrażeń przede wszystkim od natury przedmiotów, do których się one odnoszą, poprzez funkcjonalistyczną teorię umysłu, a skończywszy na ciągle zmienianym stanowisku w sporze o realizm. Putnam łączył też wątki typowo analityczne z ideami pragmatyzmu oraz krytykował zamykanie się tradycji analitycznej na inne nurty filozoficzne.

## Życiorys
Był synem Samuela Putnama, pisarza i tłumacza. Studiował na Uniwersytecie Pensylwanii i Uniwersytecie Kalifornijskim w Los Angeles, gdzie obronił pracę doktorską z filozofii przygotowaną pod kierunkiem Hansa Reichenbacha. Był wykładowcą i profesorem na Uniwersytecie w Princeton, MIT i Uniwersytecie Harvarda.
Jego głównymi nauczycielami byli W. Churchman (Filadelfia), H. Reichenbach (Los Angeles), promotor pracy doktorskiej Putnama; temat „O pojęciu prawdopodobieństwa i jego zastosowaniach do ciągów skończonych” (obrona 1951 r.) oraz M. White (Cambridge, Mass.) i W. Quine (Cambridge,Mass.). Słuchał także wykładów C.I. Lewisa. Duży wpływ na filozoficznyrozwój Putnama (mowa o filozofii teoretycznej) wywarli także R. Carnap, H. Feigl, C. Hempel i W. Sellars, a jeśli chodzi o myślicieli, z którymi nie miał styczności osobistej, to wielcy pragmatyści amerykańscy (Ch. S. Peirce, W. James i J. Dewey) i Wittgenstein. Putnam kolejno wykładał w Northwestern University (Evanston, 1951–1952), Princeton (1953–1961), MIT (1961–1965) i ostatecznie (w 1965 r.) został profesorem Uniwersytetu Harvardzkiego. Po 2000 r. często jeździł do Izraela i prowadził wykłady i seminaria w Uniwersytecie w Tel Avivie. Nauczył się hebrajskiego i z dumą opowiadał o swoim pierwszym wykładzie w tym języku. Był dwukrotnie żonaty, z Erną Diesendruck (1949–1962) i Ruth Anną Jacobs (1962), z którą miał dzieci (żadna biografia nie podaje ile); obie jego żony były pochodzenia żydowskiego; Ruth Anna była filozofką. Hilary Putnam zmarł w Arlington, Mass. w dniu 13 marca 2016 r.
Putnam wielokrotnie zmieniał swoje poglądy filozoficzne w trakcie swojej kariery i pisał na wiele różnych tematów, co powoduje że bardzo trudno jest go jednoznacznie zakwalifikować do określonego nurtu filozofii i opisać syntetycznie jego dorobek. Stałym wątkiem jego twórczości jest jednak dyskusja z tradycją kartezjańską i jej wpływem na obraz współczesnej filozofii. Do tematów, które dyskutuje w swojej twórczości, należą realizm, teoria znaczenia, funkcjonalizm. Stałym motywem jest zwalczanie dychotomii, które zadomowiły się w tradycji filozoficznej.
Putnam ukształtował się pod wpływem swoich nauczycieli: Reichenbacha i Quine’a. Na początku swojej działalności dołączył do obozu realizmu naukowego. Wkrótce jego poszukiwania doprowadziły go do potrzeby rewizji swoich poglądów. Pod wpływem Michaela Dummetta zaczął kwestionować stanowisko realistyczne, jednak nie chcąc rozstać się ze swoimi intuicjami, zaproponował stanowisko pośrednie, które łączyło relatywizm pojęciowy z realizmem. Tak narodził się realizm wewnętrzny. Stanowisko to zostało przez realistów odebrane jako antyrealistyczne, zaś przez antyrealistów jako nieco zmieniona forma realizmu metafizycznego.
Sympatyzował z ruchem komunistycznym (choć nigdy nie interesował się filozofią marksistowską – interesowały go tylko koncepcje społeczne). Rozczarowawszy się do komunizmu, stał się apolitycznyaż do wojny wietnamskiej. Był bardzo aktywnym działaczem antywojennym w latach 1967–1972. Organizował protesty przeciwko poborowi do wojska i niszczeniu pól ryżowych w Wietnamie. W tym czasie sympatyzował z maoizmem, aczkolwiek prowadził też popularne kursy na temat tradycyjnego marksizmu.
Putnam zajmował się także logiką i podstawami matematyki. W artykule napisanym wspólnie z M. Davisem i J. Robinson (opublikowany w 1961 r.), który był istotnym krokiem w kierunku uporania się z dziesiątym problemem Hilberta, dotyczącym równań diofantycznych (zagadnienie to zostało ostatecznie rozwiązane przez rosyjskiego matematyka Yurij Matjasiewicza w 1970 r.). Inne prace formalno-logiczne Putnama dotyczyły podstaw teorii mnogości (m.in. hipotezy kontinuum) i teorii funkcji rekurencyjnych, w szczególności, problemu rozstrzygalności w modelach skończonych. Putnam był także cenionym wykładowcą logiki matematycznej, nawet gdy wyżej stawiał walkę klas.
W późniejszym okresie swego życia odkrył dla siebie tradycję żydowską i stał się praktykującym i aktywnym członkiem gminy żydowskiej. Jak sam twierdzi, miało to wielki, choć niebezpośredni wpływ na jego filozofię. Z pewnością jednak wpłynęło na pogłębienie jego znajomości z innymi filozofami o podobnych korzeniach (m.in. Michaelem Dummettem, który był katolikiem).

## Poglądy

### Argument z  braku cudu i realizm naukowy
Do głównych obszarów zainteresowań Putnama przez większość jego kariery należały zagadnienia związane z realizmem i semantyką. Na początku kariery sympatyzował z realizmem naukowym, którego był aktywnym obrońcą. Jest jednym z autorów argumentu w oparciu o „sukces nauki”. Argument ten głosi, że o ile operacjonizm nie potrafi wyjaśnić, dlaczego odnosimy sukcesy na polu nauki, o tyle zakładając realizm zyskujemy najbardziej naturalne wyjaśnienie, jakie można mieć: nauka odnosi sukcesy, gdyż odkrywa prawdę.

Jak pisał:
Według Boyda (i mnie w Wykładach im. Locke’a), realizm metafizyczny można sformułować w postaci nadrzędnej teorii empirycznej [...] głoszącej, że sukces dojrzałych nauk przyrodniczych znajduje wyjaśnienie w tym, iż terminy stosowane w tych teoriach na ogół mają odniesienie przedmiotowe i że zdania będące podstawowymi założeniami tych teorii na ogół są w przybliżeniu prawdziwe.

H. Putnam, Wiele twarzy realizmu i inne eseje, s.509.

### Przyczynowa teoria odniesienia i realizm wewnętrzny
Stopniowo Putnam oddalał się od tradycji filozoficznej, z której wyrósł. Starając się rozjaśnić kolejne kwestie związane z realizmem, zaczął się skłaniać ku odrzuceniu tradycyjnego ujęcia znaczenia. Jako alternatywę zaproponował przyczynową teorię odniesienia przedmiotowego. Jest jednym z jej współtwórców wraz z Saulem Kripke. Tradycyjny model rozumienia znaczenia opiera się na podziale tegoż na intensję (konotację) i ekstensję (denotację). Intensją nazywamy pojęcie, jakie jest związane z daną nazwą, ekstensją zaś zbiór przedmiotów, o których nazwę tę możemy prawdziwie orzec. Putnam uważa, że znaczenie nie ma nic wspólnego z intensją: znaczenia nie są w głowie (ang. Meaning ain't in the head). Jest to forma eksternalizmu semantycznego. Sensownie jest mówić o ekstensji. Jak ją jednak ustalić? Ekstensję używanych przez nas terminów wyznaczają relacje przyczynowe, za pośrednictwem których znalazły się one w naszym słowniku. Jeśli zatem nauczyłem się w szkole znaczenia słowa elektron, to istnieje ciąg przyczynowy wiodący od elektronu, poprzez badacza, który wprowadził ten termin, osoby, które kształciły się w fizyce, a kończący się na zdarzeniu wprowadzającym elektron do mojego słownika. Ostatecznie moje rozumienie słowa elektron zależy od istnienia pewnego eksperta, który jest w stanie zapewnić odniesienie dla mojego słowa „elektron”. Teoria ta pojawiła się w pismach Putnama około 1973, zaś została doprecyzowana w najbardziej chyba znanym eseju „Znaczenie słowa «znaczenie»” (The meaning of meaning, 1975).
Choć we wspomnianym eseju, Putnam bronił intuicji realistycznych, dalsza rewizja jego stanowiska objęła także realizm. Około 1976 odrzucił przyjmowany wcześniej realizm metafizyczny, przyjmując stanowisko, które nazwał „realizmem wewnętrznym”, a później określał też jako „realizm pragmatyczny”.
O ile walcząc z klasycznym ujęciem znaczenia, Putnam argumentował, że jest ono obciążone przez to, że przywiązuje znaczenie do stanu psychicznego jednostek, a nie do świata, walcząc z realizmem argumentuje w przeciwnym kierunku. Mówi, że postulowanie pewnego metafizycznie prawdziwego świata, którego być może nie jesteśmy w stanie poznać, jest działaniem bez pokrycia. Działając w ten sposób zajmujemy pozycję „Boskiego Oka” (God’s Eye Point of View), a w żaden sposób nie możemy tej pozycji naprawdę zająć. Teoria znaczenia, której używał do obrony realizmu metafizycznego, staje się teraz narzędziem obrony jego nowego stanowiska. Putnam akceptuje antyrealistyczną konkluzję, że znaczenia mają sens na gruncie teorii (jest to inspiracja quine’owska). Jego teoria odniesienia dobrze pasuje do tego schematu. Tym, co jednak chce podkreślić, jest fakt, że nie prowadzi to do skrajnego relatywizmu. Gwarantem tego ma być fakt, że odniesienie przedmiotowe sprawia, że prawda nie jest sprawą dowolną, gdy ustalimy już teorię, na gruncie której się poruszamy.
Putnam pisał:
Postawiony w kłopotliwej sytuacji wyboru pomiędzy stanowiskiem metafizycznym z jednej strony a grupą stanowisk redukcjonistycznych z drugiej, zdecydowałem się, wzorem Kanta, przeprowadzić rozróżnienie między dwoma typami realizmu [...]: «realizmem metafizycznym» i «realizmem wewnętrznym». Realizm metafizyczny twierdzi stanowczo, że odniesienie przedmiotowe i prawda są możliwe dzięki tajemniczej relacji «korespondencji»; realizm wewnętrzny natomiast gotów jest uznawać odniesienie przedmiotowe za wewnętrzne względem «tekstów» (lub teorii), pod warunkiem, że przyjmiemy do wiadomości, iż są «teksty» lepsze i gorsze.
H. Putnam, Wiele twarzy realizmu i inne eseje, s.489.

### Argument z mózgu w naczyniu
Oprócz teorii znaczenia, w walce z realizmem metafizycznym, Putnam stosuje dwa argumenty: argument  z  "mózgu w naczyniu”, oraz „argument teoriomodelowy”. 
Eksperyment pierwszy zaczyna się od wątpliwości sceptyka: czy to, co wiemy, nie może być wielką iluzją? Czy - ciągnie Putnam - możemy być mózgami w naczyniu, oderwanymi zupełnie od rzeczywistości? W popkulturze podobny motyw pojawił się potem w filmie "Matrix": cała wiedza oparta na wrażeniach zmysłowych jest w istocie sfabrykowana. Putnam idzie jednak o krok dalej: czy mózg w naczyniu może w ogóle myśleć o świecie zewnętrznym? Jego zdaniem - nie. "Przekonania" takiego mózgu nie mogą się odnosić do świata, bo język naturalny zyskuje odniesienie wskutek rzeczywistego kontaktu użytkowników języka z odpowiednimi przedmiotami. Tymczasem pojęcia, którymi posługuje się mózg w naczyniu, są od takich przedmiotów oderwane. Dlatego, będąc mózgami w naczyniu, przez "naczynie" rozumielibyśmy nie rzeczywiste, lecz wirtualne naczynia. Według Putnama wynika stąd, że hipoteza sceptyka sama się obala. Załóżmy najpierw, że jesteśmy mózgami w naczyniu. Wówczas hipoteza sceptyka mówi, że jesteśmy mózgami w wirtualnym naczyniu - czyli jest fałszywa, bo zgodnie z założeniem jesteśmy mózgami w realnym naczyniu. Następnie załóżmy, że nie jesteśmy mózgami w naczyniu. Wprawdzie hipoteza sceptyka mówi teraz o realnym naczyniu, ale zgodnie z założeniem jest przecież fałszywa. Zatem hipoteza sceptyka jest fałszywa bez względu na nasze położenie.

### Argument teoriomodelowy
Załóżmy, twierdzi Putnam, że mamy do czynienia z idealną teorią T1. Jej idealność polega na tym, że spełnia ona wszystkie wymogi w pełni doskonałej teorii, zarówno formalne (niesprzeczność, zupełność itp.), jak i pozaformalne (piękno, elegancja, prostota, konserwatyzm, wiarygodność itp.). Czy taka idealna teoria może być fałszywa? Zdaniem realisty metafizycznego tak, gdyż prawdziwość nie polega na spełnianiu owych wymogów, lecz jest definiowana w kategoriach korespondencji zachodzącej między wyrażeniami teorii a elementami rzeczywistości lub świata samego w sobie (czyli ŚWIATA, pisanego wielkimi literami, w odróżnieniu od zwykłego świata doświadczenia potocznego i naukowego). Putnam wyklucza tę możliwość, za pomocą takiego oto krótkiego wywodu:
Przyjmuję, że ŚWIAT ma nieskończenie wiele elementów (lub na takie elementy może być rozłożony). Przyjmuję również, iż T1 powiada że, istnieje nieskończenie wiele rzeczy (tak więc pod tym względem teoria T1  j e s t „obiektywnie słuszna” w odniesieniu do ŚWIATA). T1 jest z założenia n i e s p r z e c z n a i ma (jedynie) modele nieskończone. Wobec tego na mocy twierdzenia o pełności (w jego postaci teoriomodelowej), T1 posiada model o każdej nieskończonej kardynalności. Weźmy model M o tej samej kardynalności, co ŚWIAT. Dokonajmy wzajemnie jednoznacznego odwzorowania indywiduów modelu M na elementy ŚWIATA i posłużmy się tym odwzorowaniem by zdefiniować relacje modelu M bezpośrednio w ŚWIECIE. Wynikiem jest relacja spełniania SAT – „korespondencja” między terminami języka L a zbiorami elementów ŚWIATA – taka, że teoria T1 okazuje się prawdziwa – prawdziwa o ŚWIECIE – przyjąwszy, iż po prostu interpretujemy „prawdziwa” jako „PRAWDZIWA (SAT). Co zatem począć z twierdzeniem, że nawet i d e a l n a teoria T1 może w rzeczywistości być fałszywa?"

H. Putnam 1976/1978: 125–126).
Pierwszy ma pokazać, że realista i idealista subiektywny (czyli berkeleyowski sceptyk) znajdują się ostatecznie w tej samej pozycji, czyli nie mogą się odnosić do „prawdziwego” świata, a jedynie do konstrukcji z naszych „danych zmysłowych”, drugi zaś ma pokazać, że nawet empirycznie idealna teoria może być fałszywa. Realizm wewnętrzny Putnama mówi, że prawda, racjonalność i znaczenie są zależne od wyznawanej teorii. Gdy jednak przyjmiemy jakąś teorię, traktuje ją na sposób podobny do realizmu metafizycznego. Punktem odróżniającym jest fakt, że realizm metafizyczny postuluje istnienie pewnego wyróżnionego, prawdziwego opisu świata, oraz związanych z nim pojęć prawdy i racjonalności. Te tezy Putnam odrzuca.

### Argument z Ziemi Bliźniaczej
„Ziemia Bliźniacza” to termin z eksperymentu myślowego, który został stworzony przez  Putnama, aby zademonstrować związek między znaczeniem słów a rzeczywistością zewnętrzną. W tym eksperymencie Ziemia Bliźniacza (ang. "Twin Earth") jest planetą, która pod każdym względem przypomina Ziemię, łącznie z jej mieszkańcami, którzy są idealnymi kopiami ludzi z Ziemi, mającymi te same przekonania i obrazy mentalne. Jednak na Ziemi Bliźniaczej substancja, którą jej mieszkańcy nazywają „wodą”, nie jest H2O, jak na Ziemi, lecz innym związkiem chemicznym, oznaczonym skrótem XYZ.
Putnam wykorzystuje Ziemię Bliźniaczą, by pokazać, że chociaż mieszkańcy obu planet mają identyczne przekonania na temat wody (np. że jest to przejrzysta ciecz wypełniająca oceany, jeziora, rzeki i spadająca z nieba jako deszcz), to jednak słowo „woda” ma różne znaczenia na obu planetach, ponieważ odnosi się do innej substancji. Na Ziemi „woda” zawsze odnosi się do H2O, podczas gdy na Ziemi Bliźniaczej oznacza XYZ. To pokazuje, że znaczenie słów zależy od zewnętrznego świata, a nie wyłącznie od przekonań i obrazów mentalnych mówiących.

### Funkcjonalizm w filozofii umysłu- teza o wielorakiej realizowalności
Putnam jest twórcą funkcjonalizmu, stanowiska w filozofii umysłu, które głosi, że inteligencja może być realizowana w oparciu o różne substancje fizyczne, jeśli substancja ta posiada odpowiednią strukturę (tzw. teza o wielorakiej realizacji fizycznej przeczącą teorii identyczności umysłu z własnościami mózgu). Putnam uważał, że taką strukturą była struktura maszyny Turinga. 
Teza o wielorakiej realizowalności głosi, że jest rzeczą nieprawdopodobną, aby własności umysłowe (przynajmniej niektóre) przysługiwały tylko i wyłącznie istotom dokładnie takim jak ludzie. Istoty o radykalnie różnej budowie wewnętrznej mogą egzemplifikować takie same własności psychologiczne. Możemy mówić o bólu w odniesieniu do ludzi, szympansów oraz gadów. Takie same zachowania inteligentne mogą przejawiać systemy radykalnie różniące się pod względem struktury fizycznej: ludzie, roboty czy hipotetyczne istoty pozaziemskie. Jeśli rzeczywiście tak jest, to między rodzajami własności umysłowych i fizycznych nie zachodzi relacja jedno-jednoznaczna, lecz jedno-wieloznaczna, z czego dalej wynika, iż rodzaje własności umysłowych nie mogą być skorelowane za pomocą równoważnościowych praw mostowych (ustalających konieczne i wystarczające warunki ich zachodzenia) z rodzajami własności fizycznych (neurobiologicznych).
W takim przypadku kluczowa dla funkcjonalizmu metafora myślenia jako programu komputerowego, a inteligentnej istoty jako maszyny liczącej upada, gdyż myślenie na gruncie tej koncepcji może opierać się na strukturze, która może nie dać się oddać przy pomocy liczącej maszyny krzemowej, czy jakiejkolwiek innej.
Funkcjonalizm przyjął się w filozofii umysłu, a wręcz stał się kanonicznym sposobem myślenia w kwestiach związanych ze sztuczną inteligencją ( podział na software/hardware oraz hipoteza, że umysł jest tym, co robi mózg). Sam Putnam jednak zdystansował się później do tego stanowiska. Nie odrzucił jednak tezy o wielorakiej realizacji fizycznej, lecz dodał do niej kolejną tezę: tezę o wielorakiej realizacji obliczeniowej.
Argumentem antyfunkcjonalistyczny, jest argument chińskiego pokoju zaproponowany przez Johna Searle'a.

### Modalizm w filozofii matematyki
Za Quinem odrzucał aprioryzm oraz dychotomię zdań analitycznych i syntetycznych, opowiadał się za holizmem semantycznym oraz akceptował argument z niezbędności matematyki w nauce oraz rozwinął tzw. modalizm w podstawach matematyki. Dokładniej mówiąc, skoro nie ma atomów semantycznych, tj. zdań, które znaczą same dla siebie niezależnie od ich związków z innymi zdaniami, nic nie może być uznane za aprioryczne i analityczne w sposób bezwzględny, ponieważ doświadczenie jest ostateczną instancją w uznawaniu stwierdzeń. Skoro matematyka jest niezbędna w nauce, znaczy to, że nie jest niezależna od doświadczenia. Wspomniany modalizm jest aplikacją pluralizmu, gdyż traktuje czy matematykę jako to, co jest możliwe z aplikatywnego punktu widzenia. Logika kwantowa była dla Putnama swoistym experimentum crucis w tych kwestiach, ponieważ jej reguły są silnie zależne od tego, jaka jest treść mechaniki kwantowej jako teorii fizykalnej.

### (neo)Pragmatyzm
Ważnym wątkiem filozofii Putnama jest pragmatyzm, który ujmuje w wersji holistycznej. Próbuje mianowicie przezwyciężyć dualizm faktów i interpretacji, tworząc jedność faktu, wartości oraz teorii. Zasadniczą rolę odgrywa także koncepcja działania.
Głównym przeciwnikiem wewnątrz obozu neopragmatycznego był Richard Rorty.

## Ciekawostka
Słynął z tego, że często zmieniał zdanie. Raz nawet w połowie książki. Zdarzyło mu się też pojechać na konferencję, wygłosić ważny referat i rok później odmówić przysłania obiecanego tekstu do publikacji, bo "już się nie zgadza z tym, co wtedy powiedział". Jego imię stało się niemal równoznaczne ze zmiennością poglądów, kiedy znany z poczucia humoru Daniel Dennett wprowadził do leksykonu filozoficznego słowo hilary : rzeczownik pospolity oznaczający krótki, acz istotny okres w karierze wybitnego filozofa, np.: "Tak właśnie myślałem trzy-cztery hilary temu".

## Książki po polsku
- H. Putnam, Pragmatyzm. Pytanie otwarte, tłum. Bohdan Chwedeńczuk, wyd. Aletheia, 1999.
- H. Putnam, Wiele twarzy realizmu i inne eseje, tłum. Adam Grobler, wyd. PWN, 1998,